# Drepanostachyum naibunensoides
Drepanostachyum naibunensoides là một loài thực vật có hoa trong họ Hòa thảo. Loài này được W.T. Lin & Z.M. Wu mô tả khoa học đầu tiên năm 1992.